# Héros modestes
Héros modestes (ちいさな英雄－カニとタマゴと透明人間－, Chiisana eiyū: Kani to tamago to tōmei ningen) est un film d’animation japonais composé de trois courts-métrages réalisés par Hiromasa Yonebayashi, Yoshiyuki Momose et Akihiko Yamashita et produit par le Studio Ponoc, sorti en 2018. En France, il est disponible sur la plateforme Netflix depuis le 6 septembre 2019.

## Synopsis
Les trois courts-métrages ont pour point commun de mettre en scène des personnages en position d'infériorité ou de faiblesse par rapport au monde qui les entoure. Kanini & Kanino raconte les aventures de deux minuscules enfants crabes, frère et sœur, dans une rivière où rôdent des poissons gigantesques par rapport à eux. La vie ne perdra pas est tirée d'une histoire vraie et est basée sur la relation d'une mère et de son fils allergique aux œufs au point que la simple absorption d'un aliment qui contient des traces d'œufs suffit à déclencher une réaction potentiellement mortelle si on ne lui administre pas un antiallergique rapidement. Invisible relate la lutte solitaire d'un homme invisible et léger comme une plume, dans le Japon actuel.

## Personnages

### Kanini & Kanino
Kanini (カニーニ)
Voix japonaise : Fumino Kimura,
Kanino (カニーノ)
Voix japonaise : Rio Suzuki,

### La vie ne perdra pas
Mama (ママ)
Voix japonaise : Machiko Ono,
Shun (シュン)
Voix japonaise : Sōta Shinohara,
Le père (パパ)
Voix japonaise : Kentarō Sakaguchi,
Le medecin (医者)
Voix japonaise : Kentarō Sakaguchi,

### Invisible
L'homme invisible (透明人間)
Voix japonaise : Joe Odagiri,
L'homme aveugle (盲目の男性)
Voix japonaise : Min Tanaka,

## Fiche technique

### Kanini & Kanino
- Titre original : Kaniini to Kanīno (カニーニとカニーノ―?)
- Titre international : Kanini & Kanino
- Réalisation : Hiromasa Yonebayashi
- Musique : Takatsugu Muramatsu

### La vie ne perdra pas
- Titre original : Samurai eggu (サムライエッグ?)
- Titre international : Life Ain't Gonna Lose
- Réalisation : Yoshiyuki Momose
- Musique : Masanori Shimada

### Invisible
- Titre original : Tōmei ningen (透明人間?)
- Titre international : Invisible
- Réalisation : Akihiko Yamashita
- Musique : Yasutaka Nakata

## Production
Studio Ponoc a annoncé le 27 mars 2018 qu'il allait lancer un nouveau projet appelé les « Ponoc Short Films Theatre » (ポノック短編劇場, Ponokku tanpen gekijō), une anthologie de courts métrages d'anime divisés en volumes basés sur leurs thèmes. Ils ont annoncé que le premier volume s'appellerait « Modest Heroes », et se composerait de trois courts métrages de Hiromasa Yonebayashi, Yoshiyuki Momose et Akihiko Yamashita, anciens membres du personnel du Studio Ghibli. Le film est produit par Yoshiaki Nishimura.
D'une durée de 15 minutes, « Kanini & Kanino » (カニーニとカニーノ―, Kaniini to Kaniino) est un film d'aventure fantaisiste de Yonebayashi avec une musique composée par Takatsugu Muramatsu, qui avait déjà travaillé avec le réalisateur sur Souvenirs de Marnie et Mary et la Fleur de la sorcière,. « La vie ne perdra pas » (サムライエッグ, Samurai eggu) est un court-métrage dramatique de 15 minutes de Momose dont la  bande-son est une composition de Masanori Shimada. Il s'agit du premier travail de Shimada pour un film, n'ayant auparavant travaillé qu'à la télévision. Le troisième court-métrage de Yamashita, intitulé Invisible (透明人間, Tōmei ningen), est un film d'action avec Yasutaka Nakata comme compositeur de la musique,.
La chanson de l'ending du film est Modest Heroes (ちいさな英雄, Chiisana eiyū) de Kaela Kimura,.

## Sortie
Le film sort dans les salles de cinéma japonaises le 24 août 2018.